# Matyjowce
Matyjowce (ukr. Матеївці) – wieś w rejonie kołomyjskim obwodu iwanofrankiwskiego.
Wieś liczy 1077 mieszkańców. Znajduje się tu stacja kolejowa Matyjowce, położona na linii Lwów – Czerniowce.

## Historia
W II Rzeczypospolitej miejscowość była od 1934 roku siedzibą zbiorowej gminy wiejskiej Matyjowce w powiecie kołomyjskim województwa stanisławowskiego. We wrześniu 1934 nowe gminy zbiorowe podzielono na gromady, które w zasadzie odpowiadały granicom dawnych gmin jednostkowych. Matyjowce, ze względu na ich ekstremalnie wydłużony i zarazem wąski kształt (a w dodatku przecięty korytem Prutu), zostały rozczłonkowone. Do Matyjowiec przyłączono położone na północ od Prutu obszary wsi Załucze nad Prutem (o podobnym kształcie), natomiast do Załucza przyłączono położone na południe od Prutu obszary wsi Matyjowce, oprócz położonego na samym południu górskiego rejonu, który włączono do nowo utworzonej gromady Tracz. W ten sposób zlikwidowano niepraktyczne wewnątrzgromadzkie odległości, a gromadom nadano bardziej wymierny kształt na jednym z brzegów Prutu. 
W latach 1944–1945 nacjonaliści ukraińscy z OUN-UPA zamordowali tutaj 20 Polaków.